# GiveWell
A GiveWell  é uma organização americana sem fins lucrativos avaliadora de instituições de caridade e centrada no altruísmo eficaz. Ao contrário das outras avaliadoras de instituições de caridade, a GiveWell centra-se principalmente na relação custo-eficácia das organizações que avalia, em vez das métricas tradicionais, como a percentagem do orçamento da organização que é gasto em despesas gerais. A GiveWell recomenda várias instituições de caridade por ano. Em 2015, as suas recomendações principais foram a Against Malaria Foundation, a GiveDirectly, a Schistosomiasis Control Initiative e a Deworm the World Initiative.

## Princípios para a selecção de instituições de caridade

### Centrar-se em instituições de caridade do mundo em desenvolvimento
Embora a GiveWell não se centre explicitamente na recomendação de instituições de caridade internacionais, a maioria das suas recomendações principais têm sido organizações que trabalham no mundo em desenvolvimento. A GiveWell argumenta que as melhores instituições de caridade que trabalham no mundo em desenvolvimento são muito mais custo-eficazes do que as melhores instituições de caridade no mundo desenvolvido. No entanto, anteriormente, a GiveWell recomendou algumas instituições de caridade dos EUA, incluindo a KIPP (a delegação de Houston) e a Nurse-Family Partnership.

### Espaço para mais financiamento
Uma das maneiras principais da GiveWell procurar distinguir-se de outras avaliadoras de instituições de caridade é centrando-se na escalabilidade, a que chama de "espaço para mais financiamento" — quanto mais financiamento adicional  pode a instituição usar, as actividades em que o financiamento adicional será usado e até que ponto o efeito do financiamento actual pode ser extrapolado para  financiamento adicional. A GiveWell publicou um guia sobre espaço para mais financiamento e tem uma série de publicações no seu blogue sobre o tema.

### Heurística para identificar instituições de caridade excepcionais
Ao contrário de outras avaliadoras de instituições de caridade, como a Charity Navigator, a GuideStar, a Philanthropedia e a Great Nonprofits, a GiveWell não se centra na avaliação de um grande número de instituições. Em vez disso, a GiveWell centra-se na identificação de instituições de caridade excepcionais que provam ser custo-eficazes, escaláveis e transparentes. Executa análises detalhadas apenas às instituições de caridade que, com base nas suas investigações preliminares, prometem claramente serem excepcionais. A sua análise ao processo de ajuda internacional de 2011 explica: "O nosso objectivo é encontrar instituições de caridade excepcionais em vez de concluir uma investigação aprofundada para cada organização que consideramos. Por esse motivo, contamos com a heurística, ou com atalhos significativos, para a distinção entre as organizações e identificação daquelas que achamos que acabarão por se qualificar para as nossas recomendações."

### Evidência de impacto
A GiveWell acredita que o ónus da prova para se estabelecer o sucesso deverá recair sobre a instituição de caridade. Por esta razão, quando as instituições de caridade não revelam claramente a informação ou não apresentam provas de que os seus programas estão a ter o impacto positivo desejado, a GiveWell não assume que a instituição é eficaz. As instituições de caridade que não fornecem os dados que indiquem impacto positivo, raramente recebem uma análise completa por parte da GiveWell.

### Gastos em despesas gerais
Embora algumas avaliadoras de instituições de caridade atribuam classificações negativas a instituições que gastam uma grande fracção dos seus orçamentos em despesas administrativas e de captação de recursos, a GiveWell não considera esta uma boa métrica para a avaliação, porque argumenta que as despesas gerais podem tornar uma organização mais eficaz no cumprimento dos seus objectivos.

## Processo de avaliação

### Identificar instituições de caridade candidatas
A GiveWell usa inúmeras fontes para identificar instituições de caridade candidatas a uma investigação mais aprofundada e classificação. Aceita candidatos para avaliação vindos de instituições de caridade, de doadores e de outros. Além disso, a GiveWell considera organizações que recebem doações de fundações centradas no impacto e organismos que concedem financiamento, como a Fundação Bill e Melinda Gates, a Children's Investment Fund Foundation, a  Mulago Foundation, a Skoll Foundation, a Jasmine Social Investments e a Peery Foundation. Na avaliação dos seus programas, considera as instituições de caridade que são participantes, conjuntamente com o Abdul Latif Jameel Poverty Action Lab e a Innovations for Poverty Action . A GiveWell também considera as listas específicas do domínio da caridade, os vencedores de vários prémios e as listas de instituições de caridade destacadas por outras avaliadoras de instituições e grupos de doadores.
Para ser elegível para uma avaliação da GiveWell, as instituições de caridade devem executar um programa que a GiveWell acredite que tem fortes evidências de sucesso (como a iodização do sal), ou devem realizar avaliações rigorosas do seu impacto.

### Investigar e classificar instituições de caridade
A GiveWell procura de várias maneiras as evidências de custo-eficácia e de impacto positivo das instituições de caridade. A GiveWell tem conversas com membros das equipas das instituições e especialistas em áreas relevantes. As notas dessas conversas são publicadas no seu site.
Desde 2011, a equipa da GiveWell tem realizado visitas aos locais para todas as instituições de caridade potencialmente melhor classificadas e publicam, sempre que possível, áudio e fotografias das suas visitas.
A GiveWell também usa fontes externas para avaliar intervenções filantrópicas (por exemplo, de micro-finanças). Estas incluem:
- The Cochrane Collaboration
- Innovations for Poverty Action
- Abdul Latif Jameel Poverty Action Lab
- Millions Saved: Proven Successes in Global Health
- The Disease Control Priorities Project
- Copenhagen Consensus

A GiveWell publica regularmente actualizações sobre as actividades de todas as instituições de caridade melhor classificadas, as actuais e as anteriores.

## Recomendações

### Instituições de caridade melhor classificadas
A GiveWell fornece avaliações detalhadas de cada uma das suas instituições de caridade com a melhor classificação, bem como outras instituições que se destacam. Também enumera razões para rejeitar outras instituições de caridade. As melhores instituições de caridade recomendadas pela GiveWell no final do ano são apresentadas na tabela abaixo. A lista oficial é normalmente disponibilizada na última semana de Novembro.
| Ano                                                           | As melhores instituições de caridades recomendadas no final do ano |
| ------------------------------------------------------------- | --- |
| 2015 (lista oficial disponibilizada a 20 de Novembro de 2015) | As melhores instituições de caridade: Against Malaria Foundation, Schistosomiasis Control Initiative, Deworm the World Initiative e GiveDirectly. As Instituições de caridade que se destacam: Development Media International, Programa Universal de Iodização de Sal da Global Alliance for Improved Nutrition, Iodine Global Network (anteriormente International Council for the Control of Iodine Deficiency Disorders), Living Goods. A GiveWell recomendou que a Good Ventures fizesse doações de final de ano à AMF (22,8 milhões de dólares), à DtWI (10,8 milhões de dólares), à GiveDirectly (9,8 milhões de dólares; à parte do donativo de três anos de 25 milhões de dólares feito em Agosto) e à SCI (1 milhão de dólares), e ainda 250 mil dólares a cada uma das instituições de caridade que se destacam. A sua recomendação aos doadores era darem dinheiro na margem actual à AMF, mas forneceram uma comparação mais detalhada para responder aos doadores que tinham outros objectivos. |
| 2014 (lista oficial disponibilizada a 1 Dezembro de 2014)     | As melhores instituições de caridade: Against Malaria Foundation, Deworm the World Initiative, GiveDirectly, Schistosomiasis Control Initiative. As Instituições de caridade que se destacam: Development Media International, Programa Universal de Iodização do Sal da Global Alliance for Improved Nutrition, International Council for the Control of Iodine Deficiency Disorders, Living Goods. A Good Ventures fez doações de 5 milhões de dólares à GiveDirectly e à AMF, 3 milhões para a SCI, e 250.000 para a Deworm the World Initiative e para cada uma das instituições de caridade de destaque. Tendo em conta o dinheiro já alocado pela Good Ventures, a recomendação da GiveWell de alocação ideal de donativos foi: 5 dólares à AMF (67%), 1 dólar à SCI (13%), 1 dólar à GiveDirectly (13%) e 0,50 dólares à DtWI (7% ) por cada 7,5 dólares doados. |
| 2013 (lista oficial disponibilizada a 1 de Dezembro de 2013)  | As melhores instituições de caridade: GiveDirectly (objectivo 2,5 milhões de dólares), Schistosomiasis Control Initiative (objectivo 1 milhão de dólares), Deworm the World Initiative (objectivo 2 milhões de dólares). A GiveWell não forneceu classificações numéricas em 2013. Em vez disso, estabeleceu objectivos mínimos dos montantes que gostaria de ver cada instituição angariar, e recomendou que os doadores financiassem cada instituição de caridade até ao objectivo mínimo antes de doarem para além desses objectivos. A 20 de Dezembro de 2013, a GiveWell fez outra publicação no seu blogue afirmando que, para os doadores que "têm um alto grau de confiança/identificação" com a GiveWell, recomendavam doar à própria GiveWell, até que a GiveWell fosse capaz de angariar 850 000 dólares em receita adicional. |
| 2012 (lista oficial disponibilizada a 26 de Novembro de 2012) | A Against Malaria Foundation (1.ª), a GiveDirectly (2.ª), a Schistosomiasis Control Initiative (3.ª). A GiveWell recomendou um rácio de doação de 7:2:1 para estas três instituições de caridade. A GiveWell também fez publicações adicionais no blogue a explicar como classificou as suas melhores instituições de caridade. A Against Malaria Foundation foi removida da lista de instituições de caridade com a melhor classificação a 26 de Novembro de 2013, devido a questões relacionadas com o espaço para mais financiamento. |
| 2011 (lista oficial disponibilizada a 29 de Novembro de 2011) | As melhores instituições de caridade: Against Malaria Foundation (1.ª) e a Schistosomiasis Control Initiative (2.ª). A GiveWell também identificou seis organizações que se destacaram: a GiveDirectly, a Innovations for Poverty Action, a KIPP (a delegação de Houston), a Nyaya Health, a Pratham e a Small Enterprise Foundation. No ano seguinte (2012), a GiveWell deixou de identificar as organizações que se destacavam. |
| 2010                                                          | A VillageReach foi a melhor instituição de caridade recomendada, e uma das duas únicas a receber a classificação de Ouro. As outras instituições de caridade globais consideradas melhores foram Stop TB Partnership (2.ª), Against Malaria Foundation (3.ª), Small Enterprise Foundation (4.ª), Village Enterprise (5.ª) e Chamroeun (6.ª) -- a todas estas foi dada a classificação de Prata. As instituições de caridade dos Estados Unidos recomendadas como melhores foram a KIPP e a Nurse-Family Partnership, ambas recebendo classificações de Ouro. No final de Novembro de 2011 (no ano seguinte), a GiveWell indicou que acreditava que tanto a VillageReach como a Nurse-Family Partnership ainda eram extraordinárias, mas tinham um espaço limitado para mais financiamento; por isso não aconselharam os doadores a doar-lhes. |
| 2009                                                          | A VillageReach foi considerada a melhor instituição de caridade. As outras instituições de caridade melhores foram a Stop TB Partnership (2.ª), a Nurse-Family Partnership (3.ª), a KIPP (4.ª), a Against Malaria Foundation (5.ª), a Population Services International (6.ª), a Partners in Health (7.ª), a Global Fund (8.ª), a Teach for America (9.ª), e a Pratham (10.ª). |
| 2008                                                          | As melhores instituições de caridade na "ajuda internacional" foram a Population Services International e a Partners in Health. As melhores instituições de caridade nos EUA incluíram a KIPP, a Nurse-Family Partnership, e o programa HOPE para a assistência de emprego em Nova York. |

#### As necessidades de financiamento das melhores instituições de caridade de 2015
Na publicação no seu blogue anunciando as suas melhores instituições de caridade de 2015, a GiveWell calculou as necessidades de financiamento para cada uma das suas melhores instituições de caridade. Estas necessidades de financiamento (em milhões de dólares norte-americanos) estão abaixo. As necessidades de financiamento já têm em conta os fundos recomendados para as doações da Good Ventures. As necessidades de financiamento até um nível de execução posterior são cumulativas, ou seja, incluem as necessidades de financiamento de níveis de execução anteriores.
| Organização                        | Financiamento pela Good Ventures | Necessidade de Financiamento até ao Nível de Execução 1 | Necessidade de Financiamento até ao Nível de Execução 2 | Necessidade de Financiamento até ao Nível de Execução 3 |
| ---------------------------------- | -------------------------------- | ------------------------------------------------------- | ------------------------------------------------------- | ------------------------------------------------------- |
| Against Malaria Foundation         | 22,8                             | 27,5                                                    | 51,4                                                    | 75,4                                                    |
| GiveDirectly                       | 9,8                              | 24,8                                                    | 45,7                                                    | 74,3                                                    |
| Schistosomiasis Control Initiative | 1,0                              | 4,9                                                     | 16,5                                                    | 25,3                                                    |
| Deworm the World Initiative        | 10,8                             | 0                                                       | 3,2                                                     | 8,2                                                     |
| Total                              | 44,4                             | 57,2                                                    | 116,8                                                   | 183,2                                                   |

### Directrizes para doações
A GiveWell fornece recomendações sobre doações de caridade  e sugestões para indivíduos sobre como fazer pesquisa e que perguntas fazer ao avaliar instituições de caridade.

### As críticas às instituições de caridade
A GiveWell geralmente não se centra em fornecer opiniões negativas às instituições de caridade. No entanto, a GiveWell tem por vezes criticado instituições de caridade populares, incluindo a Kiva, a Grameen Foundation, a Heifer International, a Smile Train, a UNICEF, a Acumen Fund, a Robin Hood Foundation, o Projecto Aldeias do Milénio, o Worldwide Fistula Fund e o Carter Center.
A GiveWell não listou nenhuma instituição de caridade de ajuda a emergências nas suas melhores recomendações e em geral tem argumentado contra doar para a ajuda a emergências. No entanto, a GiveWell publica análises de esforços de ajuda e recomendações dentro da categoria de ajuda a emergências após grandes catástrofes, incluindo o Sismo do Haiti de 2010, o Sismo e tsunami de Tohoku de 2011, e a Crise alimentar de 2011 no Corno de África. Além disso, a GiveWell tem uma categoria no seu blogue dedicada à ajuda de emergência. Entre as instituições de caridade que a GiveWell recomendou no contexto da ajuda a emergências estão os Médicos sem Fronteiras, a Partners in Health e a Direct Relief.

## O Open Philanthropy Project [Projecto Aberto de Filantropia]

### Resumos pouco profundos
Como parte do seu trabalho relacionado com o Open Philanthropy Project (anteriormente GiveWell Labs), a GiveWell publica resumos pouco profundos de causas gerais. Estes são diferentes das recomendações de instituições de caridade e das avaliações. O primeiro resumo pouco profundo parece ter sido publicado em Abril de 2013. mas a GiveWell parece ter anunciado pela primeira vez oficialmente resumos pouco profundos numa publicação do seu blogue em Maio de 2013. Em Setembro de 2013, foram realizados resumos pouco profundos nas áreas de mudança antropogénica do clima, da detecção de asteróides próximos da Terra, da migração (dentro do próprio país e internacional), dos vulcões, da geoengenharia, da segurança da energia nuclear, do ambiente empresarial e infra-estruturas na África subsariana, e do tratamento de animais na pecuária industrial. O Co-director executivo da GiveWell, Holden Karnofsky, falou mais sobre o propósito dos resumos pouco aprofundados numa conversa com representantes da Giving What We Can e outros altruístas eficazes.

### Doações feitas como parte da GiveWell Labs (o Open Philanthropy Project)
Algumas das doações da Good Ventures foram feitas como resultado do trabalho realizado na GiveWell Labs.
| Data do anúncio     | Beneficiário                                                                    | Quantia           | Detalhes |
| ------------------- | ------------------------------------------------------------------------------- | ----------------- | --- |
| 27 Setembro de 2012 | US Cochrane Center, parte da Colaboração Cochrane                               | 100 000 dólares   | A GiveWell anunciou a sua primeira "Doação Rápida" recomendada: recomendou que a organização parceira Good Ventures fizesse uma doação de 100 000 dólares ao U.S. Cochrane Center, parte da Colaboração Cochrane. A ideia por trás das "Doações Rápidas" foi que a GiveWell poderia recomendar a grandes doadores específicos concederem rapidamente uma soma de dinheiro a uma organização que estivesse com necessidade urgente de fundos, embora a GiveWell não tivesse tido tempo para investigar a organização de forma exaustiva o suficiente para colocá-la na lista de instituições de caridade recomendadas pela GiveWell. |
| Maio de 2013        | Center for Global Development para a Millions Saved                             | 50 000 dólares    | Recomendado pela GiveWell. |
| 3 de Julho de 2013  | Center for Global Development                                                   | 300 000 dólares   | 100 000 dólares cada um por três anos para apoiar as despesas operacionais. |
| Março de 2014       | Center for Global Development para apoiar a pesquisa de Michael Clemens         | 1 184 000 dólares | A doação seria paga ao longo de 3 anos ao Center for Global Development para apoio à investigação liderada pelo Investigador Principal Michael Clemens, por recomendação da GiveWell. |
| Julho de 2014       | ImmigrationWorks Foundation, a organização irmã 501(c)3 da ImmigrationWorks EUA | 285 000 dólares   | O destinatário é um grupo que defende um movimento mais livre de trabalhadores com baixas qualificações para o emprego nos Estados Unidos. A doação foi recomendado pela avaliadora de instituições de caridade a GiveWell. |

## Recepção e impacto

### Dinheiro movimentado
Por volta de Fevereiro de cada ano, a GiveWell divulga uma auto-avaliação completa numa série de publicações no seu blogue. Além disso, a GiveWell divulga relatórios trimestrais (na forma de publicações de blogue) sobre o seu tráfego na web e dinheiro movimentado. Também fornecem um resumo actualizado das estatísticas do dinheiro que movimentaram na sua página de Impacto.
| Ano         | Dinheiro movimentado em dólares a preços correntes (não ajustados pela inflação) | Notas Adicionais |
| ----------- | -------------------------------------------------------------------------------- | --- |
| 2007 a 2009 | total de 1,2 milhões                                                             | |
| 2010        | 1,6 milhões                                                                      | |
| 2011        | 5,3 milhões                                                                      | Excluindo o financiamento da Good Ventures e o dinheiro comprometido com o Open Philanthropy Project, o dinheiro movimentado foi de 3,3 milhões de dólares.                                    |
| 2012        | 9,5 milhões                                                                      | Excluindo o financiamento da Good Ventures, o dinheiro movimentado foi de 5,8 milhões de dólares.                                                                                              |
| 2013        | 17,36 milhões                                                                    | Excluindo a Good Ventures, o financiamento total foi de 8,1 milhões de dólares. |
| 2014        | 28 milhões                                                                       | Excluindo a Good Ventures, o financiamento total foi de 12,7 milhões de dólares. |
| 2015        | 98 milhões (estimativa preliminar parcial)                                       | Excluindo a Good Ventures, a estimativa preliminar de dinheiro movimentado foi de 28 milhões de dólares, com cerca de metade vindo de doadores que doaram cada um 1 milhão de dólares ou mais. |

#### Dinheiro movimentado para as melhores instituições de caridade pela Good Ventures
Abaixo estão os detalhes do dinheiro movimentado para as melhores instituições de caridade da GiveWell, principalmente pela recomendação da GiveWell (com excepção de 5 milhões dólares dos 7 milhões concedidos à GiveDirectly em 2013).
| Organização                                                                                                | 23 de Dezembro de 2011 (as melhores instituições de caridade) | 6 de Agosto de 2012 (as que se destacam) | 28 de Dezembro de 2012 (as melhores instituições de caridade) | 3 de Dezembro de 2013 (fim de ano) | 1 de Dezembro de 2014 (fim de ano) | 3 de Agosto de 2015 (casos únicos) | 20 de Novembro de 2015 (fim de ano) | Total      |
| --- | ------------------------------------------------------------- | ---------------------------------------- | ------------------------------------------------------------- | ---------------------------------- | ---------------------------------- | ---------------------------------- | ----------------------------------- | ---------- |
| Against Malaria Foundation                                                                                 | 500 000                                                       | --                                       | 1 250 000                                                     | --                                 | 5 000 000                          | --                                 | 22 800 000                          | 29 550 000 |
| GiveDirectly                                                                                               | --                                                            | 100 000                                  | 500 000                                                       | 7 000 000                          | 5 000 000                          | 25 000 000                         | 9 800 000                           | 47 400 000 |
| Schistosomiasis Control Initiative                                                                         | 250 000                                                       | --                                       | 250 000                                                       | 750 000                            | 3 000 000                          | --                                 | 1 000 000                           | 5 250 000  |
| Deworm the World Initiative                                                                                | --                                                            | --                                       | --                                                            | 1 500 000                          | 250 000                            | --                                 | 10 800 000                          | 12 550 000 |
| Nyaya Health                                                                                               | --                                                            | 50 000                                   | --                                                            | --                                 | --                                 | --                                 | --                                  | 50 000     |
| KIPP (filial de Houston)                                                                                   | --                                                            | 50 000                                   | --                                                            | --                                 | --                                 | --                                 | --                                  | 50 000     |
| Small Enterprise Foundation                                                                                | --                                                            | 50 000                                   | --                                                            | --                                 | --                                 | --                                 | --                                  | 50 000     |
| Innovations for Poverty Action                                                                             | --                                                            | 50 000                                   | --                                                            | --                                 | --                                 | --                                 | --                                  | 50 000     |
| Pratham | --                                                            | 50 000                                   | --                                                            | --                                 | --                                 | --                                 | --                                  | 50 000     |
| Universal Salt Iodization Program da Global Alliance for Improved Nutrition                                | --                                                            | --                                       | --                                                            | --                                 | 250 000                            | --                                 | 250 000                             | 500 000    |
| Development Media International                                                                            | --                                                            | --                                       | --                                                            | --                                 | 250 000                            | --                                 | 250 000                             | 500 000    |
| Iodine Global Network (anteriormente International Council for the Control of Iodine Deficiency Disorders) | --                                                            | --                                       | --                                                            | --                                 | 250 000                            | --                                 | 250 000                             | 500 000    |
| Living Goods                                                                                               | --                                                            | --                                       | --                                                            | --                                 | 250 000                            | --                                 | 250 000                             | 500 000    |
| 750 000 | 350 000                                                       | 2 000 000                                | 9 250 000                                                     | 14 250 000                         | 25 000 000                         | 45 400 000                         | 97 000 000                          |            |

#### Dinheiro movimentado para as melhores instituições de caridade por doadores excluindo a Good Ventures
Os números são estimativas com base em suposições uma vez que nem todas as doações influenciados por recomendações da GiveWell foram correctamente atribuídas à GiveWell. A tabela que se segue restringe-se às quatro organizações que são actualmente as melhores recomendações da GiveWell, visto que recebem a maior parte do dinheiro doado; mais detalhes sobre as outras instituições de caridade estão nos links mencionados.
| Organização                        | Dinheiro movimentado em 2011 | Dinheiro movimentado em 2012 | Dinheiro movimentado em 2013 | Dinheiro movimentado em 2014 | Total      |
| ---------------------------------- | ---------------------------- | ---------------------------- | ---------------------------- | ---------------------------- | ---------- |
| Against Malaria Foundation         | 1 810 237                    | 4 579 514                    | 2 490 588                    | 4 434 478                    | 13 314 817 |
| GiveDirectly                       | 86 146                       | 729 359                      | 3 482 865                    | 4 061 487                    | 8 359 857  |
| Schistosomiasis Control Initiative | 510 480                      | 861 548                      | 1 440 184                    | 3 340 403                    | 6 152 615  |
| Deworm the World Initiative        | --                           | --                           | 642 836                      | 878 044                      | 1 521 280  |

### Parcerias com Orgs. filantrópicas e uso por outras Orgs. que recomendam instituições de caridade
Em Junho de 2012, a GiveWell anunciou uma estreita parceria com a Good Ventures, uma organização filantrópica com objectivos semelhantes, que foi co-fundada por Cari Tuna e o co-fundador do Facebook, Dustin Moskovitz.
Em Março de 2010, a GiveWell anunciou uma parceria com a GuideStar através da participação da GiveWell, juntamente com a Great Nonprofits e a Philanthropedia, no programa TakeAction@GuideStar. Este programa permite que aos doadores vejam informação detalhada da GiveWell, da Great Nonprofits, ou da Philanthropedia, quando disponível, ao procurar uma instituição de caridade na GuideStar.
A GiveWell não tem uma relação formal com a avaliadora de instituições de caridade Giving What We Can, mas a Giving What We Can usa como referência (e, ocasionalmente, crítica) as análises da GiveWell sobre as instituições de caridade que recomenda.
O site The Life You Can Save, baseado no livro homónimo de Peter Singer, baseia as suas recomendações das melhores instituições de caridade nas recomendações fornecidas pela GiveWell e pela Giving What We Can.

### Recepção das recomendações da GiveWell de 2013
Em 3 de Dezembro de 2013, a Good Ventures (uma organização filantrópica eficaz que trabalha em estreita colaboração com a GiveWell) anunciou uma doação de 2 milhões de dólares à GiveDirectly, de modo que apenas 500 000 dólares da meta mínima especificada pela GiveWell para a GiveDirectly ainda não tinha sido angariada. A Good Ventures também anunciou que iria igualar até 5 milhões de dólares os fundos doados à GiveDirectly até 31 de Janeiro de 2014 (com um limite de correspondência  de 100 000 dólares por doador individual), sugerindo que a quantidade real necessária de doadores individuais para atingir o objectivo mínimo da GiveWell seria 250 000 dólares (não assumindo doadores muitos grandes). A GiveWell publicou no blogue a resposta ao anúncio da Good Ventures, afirmando que tinham recomendado a doação, mas não o igualar de doações.
O grupo de defesa de doações eficazes e avaliadora de instituições de caridade, a Giving What We Can fez uma publicação no seu blogue em 12 de Dezembro de 2013, afirmando que continuavam a recomendar a Against Malaria Foundation como  a sua melhor instituição de caridade, apesar de esta já não ser recomendada pela GiveWell.

### Recepção das recomendações da GiveWell de 2012
A avaliadora de instituições de caridade e grupo de defesa de doações eficazes, a Giving What We Can, apresentou vários publicações no seu blogue com a análise crítica das recomendações da GiveWell de 2012. As recomendações da GiveWell também foram criticadas no site da 80 000 Hours e em outros lugares. O Wonkblog, um blogue do Washington Post,  também publicou um artigo sobre as recomendações da GiveWell.

## Cobertura dos media
A GiveWell foi referida por várias organizações de notícias, incluindo a NPR, a CNBC, a CBS MoneyWatch, a Business Week , e a Forbes. A USA Today e o Wall Street Journal mencionaram a GiveWell como uma organização que pode ajudar os doadores a pesquisar e a escolher instituições de caridade. Em Dezembro de 2012, o Wonkblog do The Washington Post  fez uma publicação detalhada com a revisão das recomendações de fim de ano de instituições de caridade da GiveWell. Dylan Matthews discutiu o trabalho da GiveWell e da Good Ventures no Open Philanthropy Project, no contexto mais amplo do movimento de altruísmo eficaz, num artigo para o Vox. O Huffington Post  publicou um artigo sobre o trabalho da GiveWell discutindo a sua relação com as ideias de altruísmo eficaz popularizado por Peter Singer, e também incluindo uma entrevista com o co-fundador da GiveWell, Elie Hassenfeld.

## História
A GiveWell foi fundada em 2007 por dois ex-analistas de investimentos da Bridgewater Associates, Holden Karnofsky e Elie Hassenfeld. Em 2008, o financiamento inicial da GiveWell foi fornecido pela Nonprofit Marketplace Initiative da William and Flora Hewlett Foundation, cujo objectivo era assegurar que "até 2015, dez por cento das doações filantrópicas individuais nos EUA (ou 20 mil milhões de dólares), seriam influenciados por informações significativas de alta qualidade sobre o desempenho das organizações sem fins lucrativos". A Fundação Hewlett continuou a ser um importante financiador da GiveWell por vários anos. Em Março de 2014, a Fundação Hewlett anunciou que encerrava a Nonprofit Marketplace Initiative. Uma publicação no blogue da GiveWell, em Agosto 2014, apresentava as considerações da GiveWell sobre o final da iniciativa.
Em Junho de 2012, a GiveWell anunciou uma estreita parceria com a Good Ventures, e a Good Ventures tem sido um dos principais financiadores da GiveWell desde então.
Em Setembro de 2011, a GiveWell anunciou a criação da GiveWell Labs, que foi criado a fim de pesquisar e financiar causas filantrópicas mais diversificadas. Em Agosto de 2014, a GiveWell Labs foi rebaptizada como Open Philanthropy Project, para melhor reflectir a sua missão, bem como pelo facto de que não era apenas um projecto da GiveWell mas sim uma parceria entre a GiveWell e a Good Ventures.

### O incidente Astroturfing
No final de 2007, os fundadores da GiveWell promoveram a organização em vários blogues e fóruns de Internet, incluindo o MetaFilter, usando astroturfing.
O conselho de administração da GiveWell investigou e descobriu que uma "promoção inadequada" tinha ocorrido envolvendo os fundadores Karnofsky e Hassenfeld; como resultado, ambos foram multados em 5 000 dólares, e Karnofsky foi destituído do seu papel de director executivo. A GiveWell emitiu um pedido de desculpas público e, como parte da sua política de transparência, incluiu o incidente no seu site numa página chamada "Falhanços" com o propósito declarado: "Esta página regista erros que cometemos, estratégias que deveríamos ter planeado e executado de forma diferente e as lições que aprendemos." Karnofsky foi mais tarde reintegrado como Secretário do Conselho e co-Director Executivo.

### Tópicos relacionadas com o altruísmo eficaz
- Altruísmo eficaz
- Doação eficaz
- Ganhar para dar
- Espaço para mais financiamento
- A filantropia de risco

### Outras organizações
- American Institute of Philanthropy
- Charity Navigator
- Giving What We Can
- Raising for Effective Giving
- Malaria Consortium
- Founders Pledge